# Fatányéros

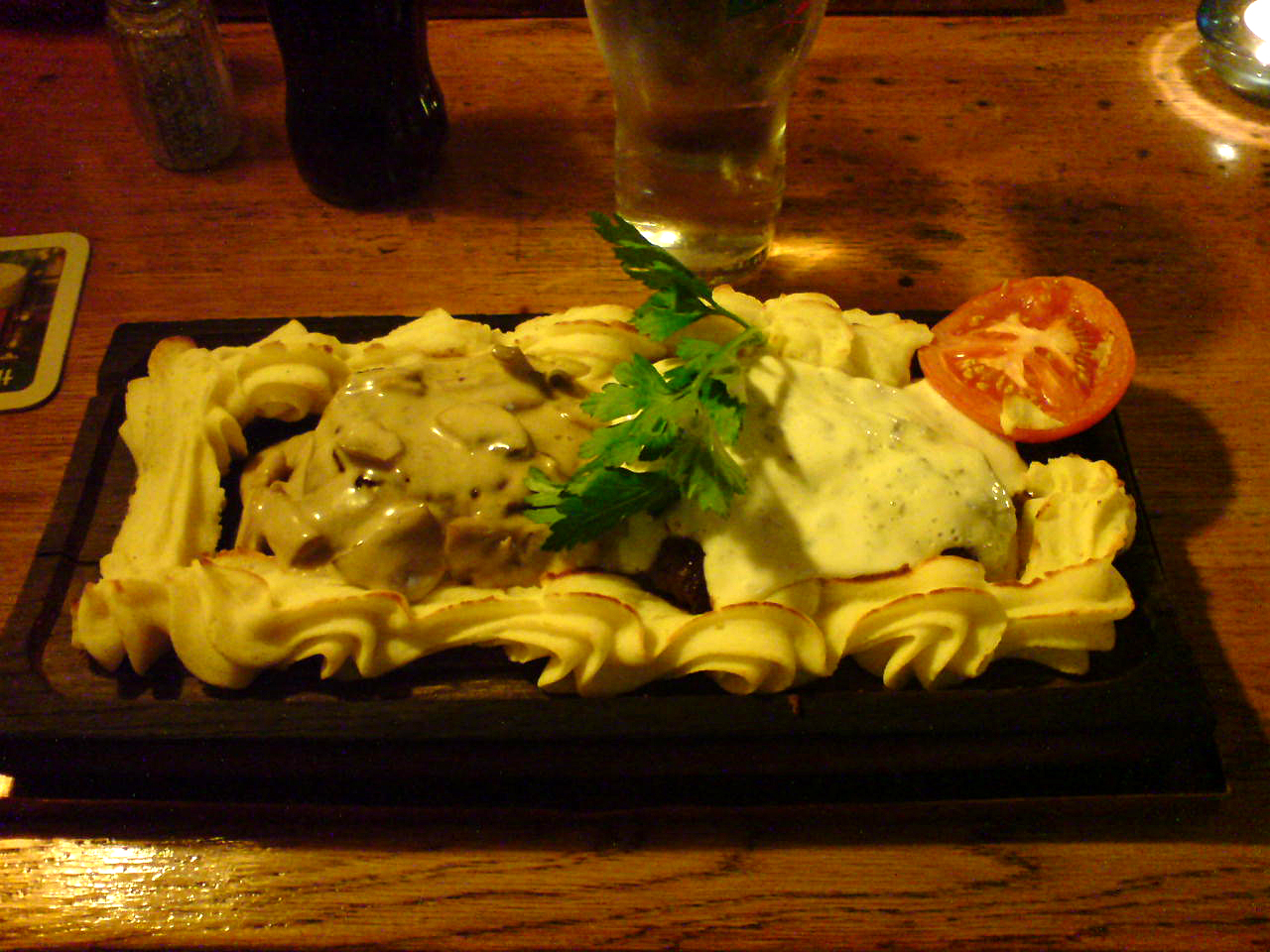
Fatányéros

A fatányéros Erdélyből származó magyar pecsenye, nyárson vagy és roston sült vegyes húst tartalmaz.

## Jellemzői
A fatányéros nyárson sült vagy és roston sült borjú-, marha-, sertés szelet.  Köretként sült burgonyát szolgálnak fel, valamint friss zöldsalátát.
A fatányéros pecsenye a hagyományos magyar konyha részét képezi, és lehet bármilyen  serpenyőben sült húsból (sertés-, marha-, baromfi- vagy  vadhús). Más hasonló magyar pecsenye például a cigánypecsenye, bakonyi pecsenye, tordai pecsenye vagy az erdélyi fatányéros.
Ezeket a pecsenyéket gyakran szolgálják fel fából készült tálakon, dekoratívan elrendezve, sült burgonyával, zöldséggel és salátával. Innen az étel neve.

## Története
A Habsburg-korban a vendéglátóipar erősödése hívta életre a magyar ételek választékának bővítését, valamint a hazai fogások európai illetve nemzetközi gasztronómiai ízléshez igazítása iránti igényt. 
A fatányérost 1900-ban a Gundel étteremben szerepelt a  étrenden, mint „Fatányéros – magyar vegyes grill fatányéron”. A sültet Gundel receptje szerint egy szelet libamájjal és egy szelet húsos szalonnával tálalták, díszítésnek egy nagy késsel a sültben. A kés magyar motívumokkal volt díszítve.